# Brederwiede
Brederwiede war eine Gemeinde in der niederländischen Provinz Overijssel, die nur 28 Jahre existierte. Sie wurde am 1. Januar 1973 durch die Vereinigung der vier Gemeinden Blokzijl, Giethoorn, Vollenhove und Wanneperveen gebildet. Sitz der Verwaltung war Vollenhove. Am 1. Januar 2001 wurde sie nach Steenwijk (im Jahr 2003 amtlich in Steenwijkerland umbenannt) eingemeindet. Am 1. Januar 2000 zählte Brederwiede 12.501 Einwohner auf 140,73 km². Ein kleiner Teil der Gemeinde (5,51 km² mit 17 Einwohnern) wurde Zwartewaterland zugeschlagen.